# Eporedorix

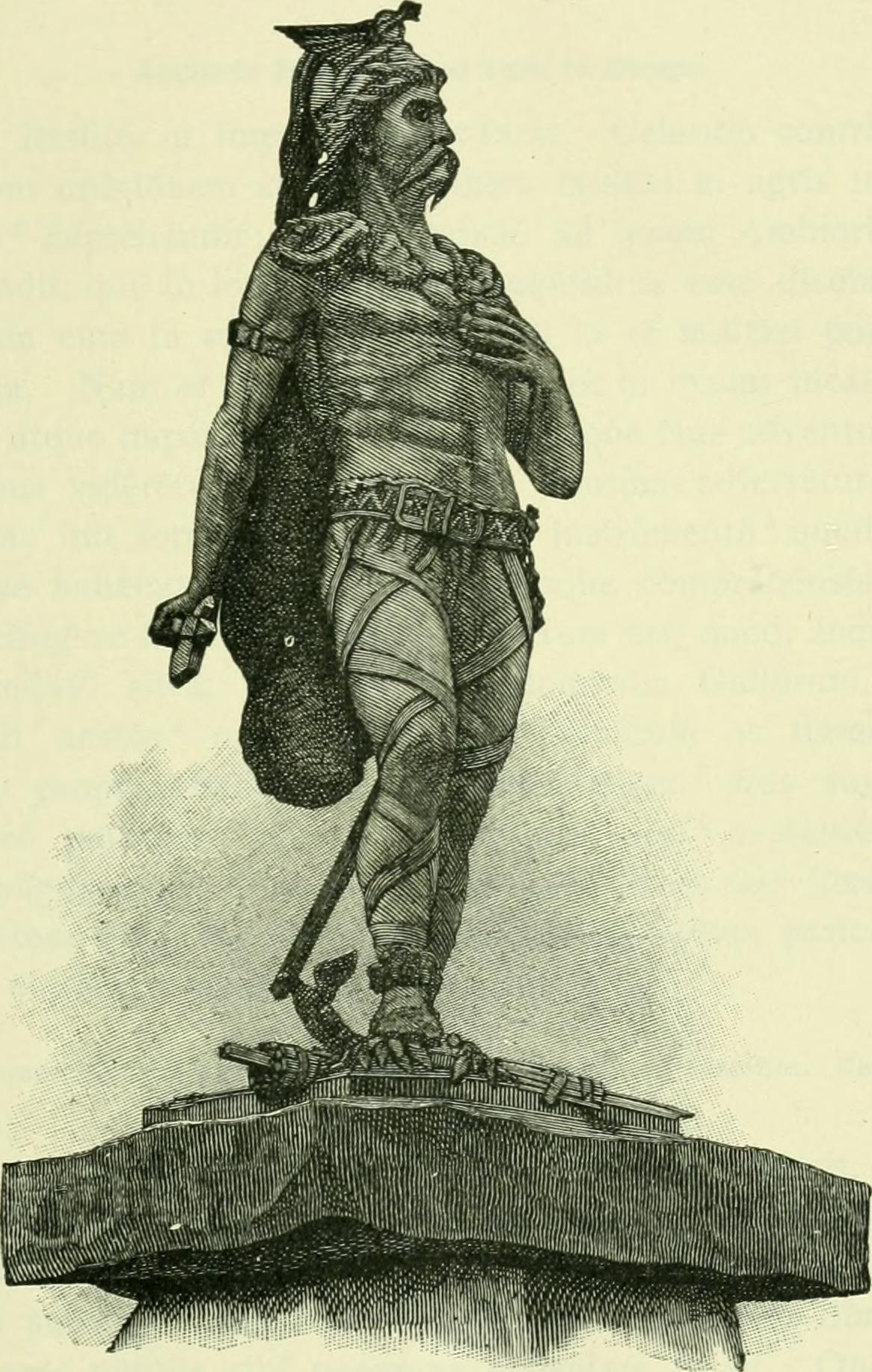
Galský válečník - obálka knihy Caesar's Gallic war (Allen and Greenough's ed.) (1898)

Eporedorix (1. století př. n. l. – 52 př. n. l.?) byl galský vůdce a válečník kmene Aedů, který se účastnil bitvy u Alesie, kde se postavil spolu s Vercingetorikem proti římským legiím Julia Caesara. Informace o tomto válečníkovi se dochovaly v Zápiscích o válce galské.
Eporedorix byl mladý válečník aristokratického původu se značným vlivem v kmeni Aedů, který byl v době před galskými válkami jedním z nejbohatších a nejvlivnějších kmenů v Galii. Během galských válek druid Diviciacus doporučil Eporedorika spolu s dalším válečníkem Viridomarem Juliu Caesarovi. Ten je oba pověřil velením spřízněných galských kavalerií.
V následujících letech se Eporedorix v římských legiích účastnil bitvy u Gergovie. Podle Zápisků o válce galské povolal Caesar na pomoc do Gergovie dalšího vůdce Audů Litaviccuse s více než 10 000 bojovníky. Během cesty ke Gergovii Litaviccus oznámil svým vojákům zprávu, v niž tvrdil, že Římané zabili aeduonského šlechtice a že mají stejné úmysly s jejich celým kmenem. Tato zpráva přesvědčila vojáky s Eporedorikem k tomu, aby se obrátili proti Římanům a přidali se na stranu Vercingetorika. Následně spolu s Viridomarem se účastnil bitvy u Alesie, kde se snažil pomoci Vercingetorikovi z římského obležení. Další osudy Eporedorika nejsou známé, některé zdroje uvádějí, že padl v bitvě u Alesie, jiné píšou, že byli spolu s Viridimarem obžalováni z vlastizrady a bez soudu zabiti Římany.
Po galských válkách sídlo Audoinů Bibracte zaniklo a Eporedorikův majetek byl zabaven ve prospěch města Augustodunum.